# Cláudio Braga
Cláudio José Ferreira Braga, meglio noto come Cláudio Braga (Lisbona, 24 novembre 1974), è un allenatore di calcio e dirigente sportivo portoghese.